# Климово (Климовське сільське поселення)
Климово (рос. Климово) — присілок Бокситогорського району Ленінградської області Росії. Входить до складу Климовського сільського поселення.
Населення — 615 осіб (2012 рік).